# Wereldkampioenschappen wielrennen 2009 - Wegrit mannen elite
De 76e editie van de wegrit voor mannen elite op de wereldkampioenschappen wielrennen werd gehouden op 27 september 2009. De wedstrijd was de afsluiter van de wereldkampioenschappen wielrennen 2009.

## Deelnemers
Deelnemende landen zijn:
- 9 renners: Spanje, Italië, Australië, Duitsland, Rusland, Luxemburg (zal met vier renners van start gaan), België, Groot-Brittannië, Noorwegen, Verenigde Staten
- 6 renners: Frankrijk, Nederland, Slovenië, Polen, Oekraïne, Denemarken, Zwitserland, Zuid-Afrika, Colombia, Venezuela, Kazachstan
- 3 renners: Portugal, Estland, Oostenrijk, Slovakije, Kroatië, Hongarije, Zweden, Servië, Letland, Tsjechië, Ierland, Wit-Rusland, Tunesië, Argentinië, Brazilië, Canada, Iran, Japan, Nieuw-Zeeland
- 1 renner: Litouwen, Finland, Bulgarije, Namibië, Cuba, Chili, Costa Rica, Ecuador, Uruguay

- Totaal: 222 renners als elk land het maximum renners selecteert

#### Italiaanse selectie
| Rugnummer | Renner            | Ploeg                                           |
| --------- | ----------------- | ----------------------------------------------- |
| 1         | Alessandro Ballan | Lampre-NGC                                      |
| 2         | Ivan Basso        | Liquigas                                        |
| 3         | Marzio Bruseghin  | Lampre-NGC                                      |
| 4         | Damiano Cunego    | Lampre-NGC                                      |
| 5         | Stefano Garzelli  | Acqua & Sapone                                  |
| 6         | Luca Paolini      | Acqua & Sapone                                  |
| 7         | Filippo Pozzato   | Team Katusha                                    |
| 8         | Michele Scarponi  | Serramenti PVC Diquigiovanni-Androni Giocattoli |
| 9         | Giovanni Visconti | ISD Cycling Team                                |

#### Spaanse selectie
| Rugnummer | Renner             | Ploeg                |
| --------- | ------------------ | -------------------- |
| 10        | Carlos Barredo     | Quickstep-Innergetic |
| 11        | Juan José Cobo     | Fuji-Servetto        |
| 12        | Óscar Freire       | Rabobank ProTeam     |
| 13        | Juan Manuel Gárate | Rabobank ProTeam     |
| 14        | Rubén Plaza        | Liberty Seguros      |
| 15        | Joaquim Rodríguez  | Caisse d'Epargne     |
| 16        | Samuel Sánchez     | Euskaltel-Euskadi    |
| 17        | Alejandro Valverde | Caisse d'Epargne     |
| 18        | Daniel Moreno      | Caisse d'Epargne     |

#### Australische selectie
| Rugnummer | Renner            | Ploeg                |
| --------- | ----------------- | -------------------- |
| 19        | Simon Clarke      | ISD Cycling Team     |
| 20        | Allan Davis       | Quickstep-Innergetic |
| 21        | Cadel Evans       | Silence-Lotto        |
| 22        | Simon Gerrans     | Cervélo Test Team    |
| 23        | Mathew Hayman     | Rabobank ProTeam     |
| 24        | Matthew Lloyd     | Silence-Lotto        |
| 25        | Stuart O'Grady    | Saxo Bank            |
| 26        | Michael Rogers    | Team Columbia-HTC    |
| 27        | Wesley Sulzberger | Française des Jeux   |

#### Duitse selectie
| Rugnummer | Renner              | Ploeg             |
| --------- | ------------------- | ----------------- |
| 28        | Gerald Ciolek       | Milram            |
| 29        | Johannes Fröhlinger | Milram            |
| 30        | André Greipel       | Team Columbia-HTC |
| 31        | Christian Knees     | Milram            |
| 32        | Paul Martens        | Rabobank ProTeam  |
| 33        | Tony Martin         | Team Columbia-HTC |
| 34        | Grischa Niermann    | Rabobank ProTeam  |
| 35        | Marcel Sieberg      | Team Columbia-HTC |
| 36        | Fabian Wegmann      | Milram            |

#### Russische selectie
| Rugnummer | Renner              | Ploeg                      |
| --------- | ------------------- | -------------------------- |
| 37        | Alexandre Botcharov | Team Katusha               |
| 38        | Pavel Broett        | Team Katusha               |
| 39        | Sergej Ivanov       | Team Katusha               |
| 40        | Vladimir Karpets    | Team Katusha               |
| 41        | Aleksandr Kolobnev  | Saxo Bank                  |
| 42        | Gennady Mikhaylov   | Team Katusha               |
| 43        | Evgeny Popov        | Katjoesja Continental Team |
| 44        | Alexander Porsev    | Katjoesja Continental Team |
| 45        | Eduard Vorganov     | Xacobeo-Galicia            |

#### Belgische selectie
| Rugnummer | Renner                        | Ploeg                   |
| --------- | ----------------------------- | ----------------------- |
| 46        | Tom Boonen                    | Quickstep-Innergetic    |
| 47        | Francis De Greef              | Silence-Lotto           |
| 48        | Bert De Waele                 | Landbouwkrediet-Colnago |
| 49        | Kevin De Weert                | Quickstep-Innergetic    |
| 50        | Philippe Gilbert (wielrenner) | Silence-Lotto           |
| 51        | Maxime Monfort                | Team Columbia-HTC       |
| 52        | Nick Nuyens                   | Rabobank ProTeam        |
| 53        | Greg Van Avermaet             | Silence-Lotto           |
| 54        | Maarten Wynants               | Quickstep-Innergetic    |

#### Luxemburgse selectie
| Rugnummer | Renner         | Ploeg               |
| --------- | -------------- | ------------------- |
| 55        | Laurent Didier | Team Designa Kokken |
| 56        | Jempy Drucker  | Team Differdange    |
| 57        | Kim Kirchen    | Team Columbia-HTC   |
| 58        | Andy Schleck   | Saxo Bank           |

#### Noorse selectie
| Rugnummer | Renner               | Ploeg                 |
| --------- | -------------------- | --------------------- |
| 59        | Kurt-Asle Arvesen    | Saxo Bank             |
| 60        | Edvald Boasson Hagen | Team Columbia-HTC     |
| 61        | Roy Hegreberg        | Team Sparebanken Vest |
| 62        | Thor Hushovd         | Cervélo Test Team     |
| 63        | Lars Petter Nordhaug | Team Joker-Bianchi    |
| 64        | Håvard Nybø          | Team Sparebanken Vest |
| 65        | Gabriel Rasch        | Cervélo Test Team     |
| 66        | Stian Remme          | Team Joker-Bianchi    |
| 67        | Frederik Wilmann     | Team Joker-Bianchi    |

#### Amerikaanse selectie
| Rugnummer | Renner           | Ploeg                             |
| --------- | ---------------- | --------------------------------- |
| 68        | Andrew Bajadali  | Kelly Benefit Strategies/Medifast |
| 69        | Brent Bookwalter | BMC Racing Team                   |
| 70        | Tom Danielson    | Team Garmin-Slipstream            |
| 71        | Timothy Duggan   | Team Garmin-Slipstream            |
| 72        | Tyler Farrar     | Team Garmin-Slipstream            |
| 73        | Craig Lewis      | Team Columbia-HTC                 |
| 74        | Jason McCartney  | Saxo Bank                         |
| 75        | Tom Peterson     | Team Garmin-Slipstream            |

#### Britse selectie
| Rugnummer | Renner          | Ploeg                   |
| --------- | --------------- | ----------------------- |
| 76        | Steve Cummings  | Team Barloworld-Bianchi |
| 77        | Russell Downing | CandiTV-Marshalls Pasta |
| 78        | Chris Froome    | Team Barloworld-Bianchi |
| 79        | Roger Hammond   | Cervélo Test Team       |
| 80        | Daniel Lloyd    | Cervélo Test Team       |
| 81        | Daniel Millar   | Team Garmin-Slipstream  |
| 82        | Ian Stannard    | ISD Cycling Team        |
| 83        | Ben Swift       | Team Katusha            |
| 84        | Geraint Thomas  | Team Barloworld-Bianchi |

#### Nederlandse selectie
| Rugnummer | Renner              | Ploeg            |
| --------- | ------------------- | ---------------- |
| 85        | Lars Boom           | Rabobank ProTeam |
| 86        | Robert Gesink       | Rabobank ProTeam |
| 87        | Johnny Hoogerland   | Vacansoleil      |
| 88        | Karsten Kroon       | Saxo Bank        |
| 89        | Sebastian Langeveld | Rabobank ProTeam |
| 90        | Koos Moerenhout     | Rabobank ProTeam |

#### Franse selectie
| Rugnummer | Renner              | Ploeg                 |
| --------- | ------------------- | --------------------- |
| 91        | Dimitri Champion    | Bretagne Schuller     |
| 92        | Sylvain Chavanel    | Quickstep-Innergetic  |
| 93        | Pierrick Fédrigo    | Bbox-Bouygues Telecom |
| 94        | Christophe Le Mével | Française des Jeux    |
| 95        | Christophe Riblon   | AG2R La Mondiale      |
| 96        | Thomas Voeckler     | Bbox-Bouygues Telecom |

#### Tsjechische selectie
| Rugnummer | Renner          | Ploeg               |
| --------- | --------------- | ------------------- |
| 97        | Jan Bárta       | KTM-Junkers         |
| 98        | Roman Kreuziger | Liquigas            |
| 99        | Martin Mareš    | PSK Whirlpool-Autho |

#### Deense selectie
| Rugnummer | Renner               | Ploeg     |
| --------- | -------------------- | --------- |
| 100       | Lars Ytting Bak      | Saxo Bank |
| 101       | Matti Breschel       | Saxo Bank |
| 102       | Jakob Fuglsang       | Saxo Bank |
| 103       | Frank Høj            | Saxo Bank |
| 104       | Anders Lund          | Saxo Bank |
| 105       | Chris Anker Sørensen | Saxo Bank |

#### Zwitserse selectie
| Rugnummer | Renner             | Ploeg                                           |
| --------- | ------------------ | ----------------------------------------------- |
| 106       | Michael Albasini   | Team Columbia-HTC                               |
| 107       | Rubens Bertogliati | Serramenti PVC Diquigiovanni-Androni Giocattoli |
| 108       | Fabian Cancellara  | Saxo Bank                                       |
| 109       | Mathias Frank      | BMC Racing Team                                 |
| 110       | Grégory Rast       | Astana                                          |
| 111       | Oliver Zaugg       | Liquigas                                        |

#### Sloveense selectie
| Rugnummer | Renner          | Ploeg            |
| --------- | --------------- | ---------------- |
| 112       | Grega Bole      | Adria Mobil      |
| 113       | Borut Božič     | Vacansoleil      |
| 114       | Janez Brajkovič | Astana           |
| 115       | Kristjan Fajt   | Adria Mobil      |
| 116       | Gorazd Štangelj | Liquigas         |
| 117       | Tadej Valjavec  | AG2R La Mondiale |

#### Colombiaanse selectie
| Rugnummer | Renner               | Ploeg                                           |
| --------- | -------------------- | ----------------------------------------------- |
| 118       | Mauricio Ardila      | Rabobank ProTeam                                |
| 119       | Leonardo Duque       | Cofidis, le Crédit en Ligne                     |
| 120       | Juan Carlos López    |                                                 |
| 121       | Miguel Ángel Rubiano | Centri della Calzatura-Partizan                 |
| 122       | José Serpa           | Serramenti PVC Diquigiovanni-Androni Giocattoli |
| 123       | Rigoberto Urán       | Caisse d'Epargne                                |

#### Portugese selectie
| Rugnummer | Renner          | Ploeg                   |
| --------- | --------------- | ----------------------- |
| 124       | André Cardoso   | Palmeiras Resort - Prio |
| 125       | Sérgio Paulinho | Astana                  |
| 126       | Rui Costa       | Caisse d'Epargne        |

#### Poolse selectie
| Rugnummer | Renner             | Ploeg                   |
| --------- | ------------------ | ----------------------- |
| 127       | Michał Gołaś       | Vacansoleil             |
| 128       | Bartosz Huzarski   | ISD Cycling Team        |
| 129       | Jacek Morajko      | Mróz Continental Team   |
| 130       | Przemysław Niemiec | Team Miche-Silver Cross |
| 131       | Maciej Paterski    |                         |
| 132       | Sylwester Szmyd    | Liquigas                |

#### Kazachse selectie
| Rugnummer | Renner               | Ploeg  |
| --------- | -------------------- | ------ |
| 133       | Assan Bazajev        | Astana |
| 134       | Dmitri Fofonov       |        |
| 135       | Valentin Iglinski    |        |
| 136       | Maxim Iglinskiy      | Astana |
| 137       | Andrey Kashechkin    |        |
| 138       | Aleksandr Vinokoerov | Astana |

#### Oekraïense selectie
| Rugnummer | Renner              | Ploeg                   |
| --------- | ------------------- | ----------------------- |
| 139       | Andrey Grivko       | ISD Cycling Team        |
| 140       | Serhiy Honchar      | Team Utensilnord        |
| 141       | Oleksandr Kvatsjoek | ISD Cycling Team        |
| 142       | Ruslan Pidgorny     | ISD Cycling Team        |
| 143       | Volodymyr Starchyk  | Amore & Vita-McDonald's |
| 144       | Vladimir Zagorodnii | Lampre-NGC              |

#### Zuid-Afrikaanse selectie
| Rugnummer | Renner             | Ploeg             |
| --------- | ------------------ | ----------------- |
| 145       | Jay Robert Thomson | MTN Energade Road |

#### Venezolaanse selectie
| Rugnummer | Renner                | Ploeg                                           |
| --------- | --------------------- | ----------------------------------------------- |
| 146       | Franklin Raul Chacon  |                                                 |
| 147       | Manuel Eduardo Medina |                                                 |
| 148       | Carlos José Ochoa     | Serramenti PVC Diquigiovanni-Androni Giocattoli |
| 149       | Jackson Rodríguez     | Serramenti PVC Diquigiovanni-Androni Giocattoli |
| 150       | José Humberto Rujano  |                                                 |
| 151       | Fredy Vargas          |                                                 |

#### Japanse selectie
| Rugnummer | Renner          | Ploeg                 |
| --------- | --------------- | --------------------- |
| 152       | Yukiya Arashiro | Bbox-Bouygues Telecom |
| 153       | Fumiyuki Beppu  | Skil-Shimano          |
| 154       | Taiji Nishitani | Aisan Racing Team     |

#### Estse selectie
| Rugnummer | Renner        | Ploeg                       |
| --------- | ------------- | --------------------------- |
| 155       | René Mandri   | AG2R La Mondiale            |
| 156       | Rein Taaramäe | Cofidis, le Crédit en Ligne |
| 157       | Janek Tombak  | Cycling Club Bourgas        |

#### Nieuw-Zeelandse selectie
| Rugnummer | Renner          | Ploeg               |
| --------- | --------------- | ------------------- |
| 158       | Timothy Gudsell | Française des Jeux  |
| 159       | Hayden Roulston | Cervélo Test Team   |
| 160       | Jeremy Vennell  | Bissell Pro Cycling |

#### Argentijnse selectie
| Rugnummer | Renner         | Ploeg                   |
| --------- | -------------- | ----------------------- |
| 161       | Martín Garrido | Palmeiras Resort - Prio |
| 162       | Alfredo Lucero |                         |
| 163       | Matías Médici  |                         |

#### Oostenrijkse selectie
| Rugnummer | Renner            | Ploeg                    |
| --------- | ----------------- | ------------------------ |
| 164       | Christoph Sokoll  | Team Vorarlberg-Corratec |
| 165       | Gerhard Trampusch | ELK Haus-Simplon         |
| 166       | Peter Wrolich     | Milram                   |

#### Kroatische selectie
| Rugnummer | Renner              | Ploeg             |
| --------- | ------------------- | ----------------- |
| 167       | Matija Kvasina      | Amica Chips-Knauf |
| 168       | Hrvoje Miholjević   | Loborika          |
| 169       | Vladimir Miholjević | Liquigas          |

#### Slowaakse selectie
| Rugnummer | Renner        | Ploeg            |
| --------- | ------------- | ---------------- |
| 170       | Ján Valach    | ELK Haus-Simplon |
| 171       | Martin Velits | Milram           |
| 172       | Peter Velits  | Milram           |

#### Braziliaanse selectie
| Rugnummer | Renner                 | Ploeg                           |
| --------- | ---------------------- | ------------------------------- |
| 173       | Tiago Fiorilli         | Boyaca Es Para Vivirla-Lecheboy |
| 174       | Murilo Antonio Fischer | Liquigas                        |
| 175       | Magno Nazaret          |                                 |

#### Canadese selectie
| Rugnummer | Renner         | Ploeg                  |
| --------- | -------------- | ---------------------- |
| 176       | Michael Barry  | Team Columbia-HTC      |
| 177       | Ryder Hesjedal | Team Garmin-Slipstream |
| 178       | Svein Tuft     | Team Garmin-Slipstream |

#### Zweedse selectie
| Rugnummer | Renner             | Ploeg             |
| --------- | ------------------ | ----------------- |
| 179       | Fredrik Kessiakoff | Fuji-Servetto     |
| 180       | Marcus Ljungqvist  | Saxo Bank         |
| 181       | Thomas Löfkvist    | Team Columbia-HTC |

#### Hongaarse selectie
| Rugnummer | Renner          | Ploeg                      |
| --------- | --------------- | -------------------------- |
| 182       | István Cziráki  | Betonexpressz 2000-Limonta |
| 183       | Gergely Ivanics | Betonexpressz 2000-Limonta |
| 184       | Péter Kusztor   | Atlas-Romer's Hausbackerei |

#### Servische selectie
| Rugnummer | Renner            | Ploeg                           |
| --------- | ----------------- | ------------------------------- |
| 185       | Žolt Der          | Centri della Calzatura-Partizan |
| 186       | Esad Hasanovic    | Centri della Calzatura-Partizan |
| 187       | Nebojsa Jovanovic | AC Sparta Praha                 |

#### Uruguayaanse selectie
| Rugnummer | Renner           | Ploeg |
| --------- | ---------------- | ----- |
| 188       | Fabricio Ferrari |       |

#### Letse selectie
| Rugnummer | Renner              | Ploeg                          |
| --------- | ------------------- | ------------------------------ |
| 189       | Oļegs Meļehs        | Meridiana-Kalev Chocolate Team |
| 190       | Aleksejs Saramotins | Team Designa Kokken            |

#### Costa Ricaanse selectie
| Rugnummer | Renner        | Ploeg            |
| --------- | ------------- | ---------------- |
| 191       | Andrey Amador | Caisse d'Epargne |

#### Chileense selectie
| Rugnummer | Renner              | Ploeg |
| --------- | ------------------- | ----- |
| 192       | Carlos Iván Oyarzún |       |

#### Ierse selectie
| Rugnummer | Renner         | Ploeg                  |
| --------- | -------------- | ---------------------- |
| 193       | Philip Deignan | Cervélo Test Team      |
| 194       | Daniel Martin  | Team Garmin-Slipstream |
| 195       | Nicolas Roche  | AG2R La Mondiale       |

#### Litouwse selectie
| Rugnummer | Renner              | Ploeg             |
| --------- | ------------------- | ----------------- |
| 196       | Ignatas Konovalovas | Cervélo Test Team |

#### Wit-Russische selectie
| Rugnummer | Renner               | Ploeg             |
| --------- | -------------------- | ----------------- |
| 197       | Vasil Kiryjenka      | Caisse d'Epargne  |
| 198       | Aleksandr Kuschynski | Liquigas          |
| 199       | Kanstantsin Siwtsow  | Team Columbia-HTC |

#### Namibische selectie
| Rugnummer | Renner     | Ploeg                        |
| --------- | ---------- | ---------------------------- |
| 200       | Dan Craven | Rapha-Condor-Recycling.co.uk |

#### Finse selectie
| Rugnummer | Renner          | Ploeg              |
| --------- | --------------- | ------------------ |
| 201       | Jussi Veikkanen | Française des Jeux |

#### Ecuadoraanse selectie
| Rugnummer | Renner      | Ploeg                             |
| --------- | ----------- | --------------------------------- |
| 202       | Byron Guamá | Burgos Monumental-Castilla y Leon |

## Rituitslag
| #      | Renner             | Land        | Tijd     |
| ------ | ------------------ | ----------- | -------- |
| Goud   | Cadel Evans        | Australië   | 6u56'26" |
| Zilver | Aleksandr Kolobnev | Rusland     | +27"     |
| Brons  | Joaquím Rodríguez  | Spanje      | z.t.     |
| 4      | Samuel Sánchez     | Spanje      | +30"     |
| 5      | Fabian Cancellara  | Zwitserland | z.t.     |
| 6      | Philippe Gilbert   | België      | +51"     |
| 7      | Matti Breschel     | Denemarken  | z.t.     |
| 8      | Damiano Cunego     | Italië      | z.t.     |
| 9      | Alejandro Valverde | Spanje      | z.t.     |
| 10     | Simon Gerrans      | Australië   | +1'47"   |

1927 · 
1928 · 
1929 · 
1930 · 
1931 · 
1932 · 
1933 · 
1934 · 
1935 · 
1936 · 
1937 · 
1938 · 
1946 · 
1947 · 
1948 · 
1949 · 
1950 · 
1951 · 
1952 · 
1953 · 
1954 · 
1955 · 
1956 · 
1957 · 
1958 · 
1959 · 
1960 · 
1961 · 
1962 · 
1963 · 
1964 · 
1965 · 
1966 · 
1967 · 
1968 · 
1969 · 
1970 · 
1971 · 
1972 · 
1973 · 
1974 · 
1975 · 
1976 · 
1977 · 
1978 · 
1979 · 
1980 · 
1981 · 
1982 · 
1983 · 
1984 · 
1985 · 
1986 · 
1987 · 
1988 · 
1989 · 
1990 · 
1991 · 
1992 · 
1993 · 
1994 · 
1995 · 
1996 · 
1997 · 
1998 · 
1999 · 
2000 · 
2001 · 
2002 · 
2003 · 
2004 · 
2005 · 
2006 · 
2007 · 
2008 · 
2009 ·
2010 · 
2011 · 
2012 · 
2013 · 
2014 · 
2015 · 
2016 · 
2017 · 
2018 · 
2019 · 
2020 · 
2021 · 
2022 · 
2023 · 
2024 · 
2025